# Ectropothecium intertextum
Ectropothecium intertextum är en bladmossart som beskrevs av Ferdinand François Gabriel Renauld och Jules Cardot 1897. Ectropothecium intertextum ingår i släktet Ectropothecium och familjen Hypnaceae. Inga underarter finns listade i Catalogue of Life.